# فوينيشت
فوينيشت هي قرية تقع في إقليم ياش في رومانيا وبلغ عدد سكانها 6,169 نسمة عام 2002.

## أعلام
- ألكسندر يوحنا كوزا